# Max Sidow
Max Sidow (* 21. März 1897 in Calbe; † 10. Dezember 1965 in Hamburg) war ein deutscher Schriftsteller und Dramaturg.

## Leben
Sidow wurde in Calbe an der Saale geboren und verbrachte seine frühen Kindesjahre dort. Später zog er mit seiner Familie nach Zeitz, wo er das dortige Stiftsgymnasium besucht. Sidow studierte anschließend Philosophie, Kunstgeschichte, Germanistik und Pädagogik an den Universitäten in Jena, Münster sowie Leipzig. Während dieser Zeit publizierte er Gedichtbände und verfasste erste Bücher. 1923 promovierte er mit einer Arbeit über Piero della Francesca. Ab 1933 wurden Sidows Bücher zum Teil verboten und weitere Veröffentlichungen verhindert. Nach 1945 ging Sidow nach Hamburg. Wo er unter anderem von 1946 bis 1948 als Chefdramaturg der Jungen Bühne tätig war. Später war als Herausgeber tätig und verfasste mehrere Hörspiele. Er ist der Vater des Schauspielers Jürgen Sidow. Sein Nachlass befindet sich im Deutschen Literaturarchiv Marbach.

## Werke
- Der Tageskeis. 1919
- Die Stadt. Potsdam : Tillgner, 1920. (Mit einer Einleitung von Theodor Däubler).
- Hermaphrodit : Symphonische Dichtung. Hannover[u. a.] : Steegemann, 1920.
- Die goldnen Kammern : Drei Ringe andächtiger Liebe. Darmstadt : Darmstädter Werkkunst Verlag, 1921.
- Spiel mit dem Feuer : Novellen zwischen Tod u. Leben. Leipzig : Ph. Reclam jun., 1926. (Mit einem Nachwort von Albert Soergel).
- Haß : Novellen. Leipzig : Ph. Reclam jun., 1927.
- Requiem. Hamburg : Morawe & Scheffelt, 1947.
- Der Edle Herr von Ossenkopp. Recklinghausen : Seemann, 1963.